# Чепурняк Євген Самойлович
Євге́н Само́йлович Чепурня́к (нар. 4 травня 1959, Дніпро) — український режисер і актор. Головний режисер і актор Дніпровського міського театру «КВН ДГУ», народний артист України (2019).

## Життєпис
1976—1981 — навчання в Дніпропетровському хіміко-технологічному інституті. Брав участь у роботі студентського театру.
1983—1988 — навчання в Ярославському театральному училищі при театрі ім. Ф. Г. Волкова (майстерня проф. С. С. Клітіна).
1981—1988 — працює в Дніпропетровській філармонії і в Московському театрі «Каскадер».
Від 1988 року — актор і режисер КВК Дніпровського університету (Дніпровський міський театр «КВН ДГУ»).
Гастролював у США, Ізраїлі, Німеччині, Росії.
2009 року був серед творців проєкту «Веселий ПесецЪ».

## Визнання
- 2009 — «Заслужений артист України»[2]
- 2019 — «Народний артист України»[1]

## Фільмографія
- 2000 — «Шоу одиноких вчителів» (телешоу) реж. Євгена Вагнера — директор школи
- 2002 — «Одеса. Історія в історіях» реж. Євгена Вагнера
- 2003 — «Старпер: місія справедливості» реж. Євгена Вагнера
- 2004 — «Кабачок пана Пінти» (телешоу) — пан Пінта
- 2008 — «Дорогі діти» реж. Олександра Даруги, Олександра Богданенка — Яша-м'ясник
- 2018 — «Донбас» реж. Сергія Лозниці — головний лікар